# فولز لتومب
فولز لتومب (به لاتین: Faulx-les-Tombes Castle) یک منطقهٔ مسکونی در بلژیک است که در ژسو واقع شده‌است.